# Sonny Weems
Clarence „Sonny” Weems (ur. 8 lipca 1986 w West Memphis) – amerykański koszykarz, występujący na pozycjach obrońcy oraz skrzydłowego, wielokrotny mistrz w rozmaitych ligach koszykarskich, aktualnie zawodnik Guangdong Southern Tigers.
5 marca 2016 został zwolniony przez Phoenix Suns. 2 dni później został zatrudniony przez Philadelphia 76ers. 
W trakcie pobytu w 76ers zmagał się z urazami. 26 marca w trakcie spotkania z Portland Trail Blazers naciągnął prawy mięsień czworogłowy, następnego dnia został zwolniony.
24 lutego 2018 podpisał kontrakt z tureckim Anadolu Efes Stambuł. 6 października został zawodnikiem chińskiego Guangdong Southern Tigers.

## Osiągnięcia
Stan na 16 stycznia 2022, na podstawie, o ile nie zaznaczono inaczej.

### College
- Mistrz NJCAA (2006)
- 2-krotny mistrz Bi-State Conference Eastern Division (2005, 2006)
- Zaliczony do:
  - I składu:
    - SEC (2008)
    - turnieju:
      - NJCAA (2006)
      - SEC (2007)
      - Orlando Classic (2007)

  - III składu NJCAA All-American (2005)
  - All-American Honorable Mention Team (2006)
- Zwycięzca konkursu wsadów NCAA (2008)

### Drużynowe
- Mistrz:
  - Ligi VTB (2013–2015)
  - Ligi Bałtyckiej (2012)
  - Chin (2019–2021)
  - D-League (2009)
  - Rosji (2013)
  - Litwy (2012)
- 2-krotny brąz Euroligi (2013, 2015)
- Zdobywca pucharu:
  - Litwy (2012)
  - Izraela (2017)

### Indywidualne
- MVP:
  - finałów chińskiej ligi CBA (2020)
  - meczu gwiazd ligi litewskiej (2012)
  - miesiąca Euroligi (październik 2012)
  - tygodnia Euroligi (tydzień 2 – 2012/13)
- Zaliczony do I składu Euroligi (2014)
- Uczestnik meczu gwiazd ligi:
  - litewskiej (2012)
  - chińskiej (2021)
- Zwycięzca konkursu wsadów ligi litewskiej (2012)[10]